# Перелёт, Алексей Дмитриевич
Алексей Дмитриевич Перелёт (1914—1953) — лётчик-испытатель, Герой Советского Союза (посмертно), лауреат Ленинской премии (посмертно), майор.

## Биография
Родился 14 января 1914 года в селе Вороньки ныне Чернухинского района Полтавской области в семье крестьянина. Украинец. Член КПСС с 1937. Окончил 6 классов и школу ФЗУ паровозоремонтного завода в городе Харьков, затем в 1937 — Балашовскую школу лётчиков ГВФ. Работал в ней лётчиком-инструктором.
В Советской Армии с 1939. Участник Великой Отечественной войны.
С 1943 г. на лётно-испытательной работе в ОКБ А. Н. Туполева. Испытывал Ту-4, Ту-10, Ту-16, «77», «82», Ту-85, Ту-95 и др.
12 ноября 1952 года лётчик-испытатель А. Д. Перелёт и его экипаж подняли в первый полёт прототип стратегического бомбардировщика Ту-95/1. К середине мая опытный самолёт успел выполнить 16 полётов с общим налётом около 21 часа.
Погиб 11 мая 1953 года в испытательном полёте на Ту-95/1. Похоронен на Ваганьковском кладбище (20 уч.).

## Последний полёт
Вот как об этом дне через сорок лет вспоминал старший военный представитель ВВС на заводе № 156 Гвардии инженер-подполковник С. Д. Агавельян:
«11 мая 1953 года проводился очередной, 17-й испытательный полёт, который закончился катастрофой. Самолёт с полной заправкой вылетел в район г. Ногинска. На аэродроме в этот день находился сам А. Н. Туполев. Всё шло нормально, с опытным самолётом поддерживалась постоянная радиосвязь, и вдруг в динамиках раздался сдержанный и, может быть, излишне спокойный голос А. Д. Перелёта: „Нахожусь в районе Ногинска. Пожар третьего двигателя. Освободите посадочную полосу. Буду садиться прямо с маршрута“. Две-три минуты ожидания и снова голос Перелёта: „С пожаром справиться не удалось, он разрастается, горят мотогондолы, шасси. До вас осталось километров сорок“. И затем, через какое-то время: „Двигатель оторвался. Горит крыло и гондола шасси. Дал команду экипажу покинуть самолёт. Следите“. И всё, только потрескивание и шумы в динамиках. Связь прервалась…»
Пришло телефонное сообщение из ногинского отдела МГБ о том, что самолёт упал северо-восточнее города и горит. А. Н. Туполев и С. Д. Агавельян срочно на автомобиле выехали в Ногинск на место катастрофы. За ними на нескольких машинах — работники ОКБ и ЖЛИ и ДБ. Непосредственно к месту катастрофы они добирались пешком через заболоченный лес, а для А. Н. Туполева достали лошадь. Когда вышли на место трагедии, перед всеми предстала страшная картина. Самолёт, имея на борту несколько десятков тонн керосина, врезался в болотистый подлесок, взорвался и образовал воронку глубиной до 10 метров. На дне воронки догорали восемь огромных покрышек основных стоек шасси, наполняя воздух запахом сгоревшей резины. Рассыпавшись по лесу, экспедиция приступила к поискам оставшихся в живых и останков погибших. Нашли останки командира корабля и обмотанный парашютом труп штурмана. Прибежавшие из ближайшей деревни крестьяне сообщили, что там находятся 5 человек, приземлившихся на парашютах. Результаты катастрофы — четверо погибших, семеро спасшихся на парашютах и уничтоженная надежда советских стратегов — первый опытный самолёт «95». Погибли: командир корабля — А. Д. Перелёт; штурман — С. С. Кириченко; бортинженер — А. Ф. Чернов; техник по виброиспытаниям из НИИСО — А. М. Большаков. Спаслись на парашютах: второй лётчик — В. П. Морунов; бортрадист — Н. Ф. Майоров; ведущий инженер — Н. В. Лашкевич; помощник ведущего инженера — А. М. Тер-Акопян; бортэлектрик — И. Е. Комиссаров; бортмеханик — Л. Е. Борзенков; инженер ЛИИ — К. И. Вайман.
Участник этого полёта бортрадист Н. Ф. Майоров рассказывал:
«…Вылетев утром, мы выполнили задание по замеру расходов топлива. На последнем режиме максимальной тяги двигателей, на высоте 7300 м возник пожар третьего двигателя. Я через верхний блистер наблюдал за поведением машины. Услышав сильный щелчок, увидел отверстие в передней верхней части капота третьего двигателя и небольшое пламя, бьющее из него. Я доложил командиру. Двигатель немедленно был выключен, винты зафлюгированы. Включили пожаротушение. Пожар продолжался, отвалились части самолёта. Стало ясно, что нормально посадить самолёт не удастся. Снижаясь до высоты 5000 м, Перелёт отвёл горящий самолёт от густонаселённого района к лесному массиву и приказал всем, кроме бортинженера Чернова, покинуть самолёт. Я всё ждал. Заглянув вниз, в кабину, я увидел спокойно сидящего командира. Я понял, что он намерен сажать самолёт аварийно. На высоте 3000 м я покинул самолёт и занялся снижением. Я спускался на парашюте и только увидел, как появился какой-то сильный пожар и возник столб дыма…»
Ведущий инженер Н. В. Лашкевич, спускаясь на парашюте, видел, как отделился от самолёта горящий третий двигатель, винты четвёртого двигателя встали во флюгерное положение и самолёт, завалившись в крутую спираль, почти вертикально пошёл к земле.
Во взорвавшемся самолёте погибли А. Д. Перелёт и А. Ф. Чернов, до последнего момента пытавшиеся спасти опытную машину. Штурман С. С. Кириченко покинул самолёт, но его вместе с парашютом накрыло ударной волной и пламенем от взрыва. А. М. Большаков покинул самолёт, забыв в суматохе надеть парашют, на котором он сидел, но говорили, что он и не умел им пользоваться. Остальные сумели спастись.
Для расследования причин катастрофы была создана Правительственная комиссия под председательством Министра авиационной промышленности М. В. Хруничева. Были задействованы подразделения ВВС, Генерального штаба, МГБ, КПСС, Совета Министров СССР и многих других организаций.
На месте катастрофы один из солдат, откапывавший мотогондолу третьего двигателя, нашёл крупный обломок шестерни редуктора двигателя 2ТВ-2Ф. Его передали для исследований в ЦИАМ. Крупнейший специалист по прочности авиационных материалов Р. С. Кинасошвили определил по структуре излома шестерни, что разрушение носит явно усталостный характер, однако члены комиссии не соглашались с подобным заключением, так как шестерня в составе двигателя наработала всего лишь 10 часов. Двигателисты настаивали на том, что шестерня сломалась от удара и что причина катастрофы — разрушение моторамы. Над А. Н. Туполевым сгущались тучи…
Но когда были подняты дела № 34 и № 35 ОТК ОКБ-276 (Н. Д. Кузнецова) оказалось, что на 30-м и 40-м часах работы двигателей 2ТВ-2Ф на стендовых испытаниях имели место разрушения шестерён редукторов с пожаром в испытательных боксах.

## Награды
За освоение новой авиационной техники и проявленные при этом героизм и мужество лётчику-испытателю майору Перелёту 4 июня 1954 года присвоено звание Героя Советского Союза посмертно. В 1957 году за вклад в создание самолёта Ту-95 присуждена Ленинская премия.
Награждён 2 орденами Ленина, 3 орденами Красного Знамени, 2 орденами Красной Звезды, медалями.

## Память
Его именем названы Вороньковская средняя школа, улица в городе Омск, улица в городе Раменском, на здании Омского лётно-технического училища Гражданской авиации установлена мемориальная доска.